# Tennistoernooi van Rome 1998
|                                     |  |                                         |
| Marcelo Rios, winnaar bij de mannen |  | Martina Hingis, winnares bij de vrouwen |

Het tennistoernooi van Rome van 1998 werd van 4 tot en met 17 mei 1998 gespeeld op de gravelbanen van het Foro Italico in de Italiaanse hoofdstad Rome. De officiële naam van het toernooi was Italian Open.
Het toernooi bestond uit twee delen:
- ATP-toernooi van Rome 1998, het toernooi voor de mannen, van 11 tot en met 17 mei
- WTA-toernooi van Rome 1998, het toernooi voor de vrouwen, van 4 tot en met 10 mei

ATP-toernooi van Rome – WTA-toernooi van Rome

1990 · 1991 · 1992 · 1993 · 1994 · 1995 · 1996 · 1997 · 1998 · 1999 · 2000 · 2001 · 2002 · 2003 · 2004 · 2005 · 2006 · 2007 · 2008 · 2009 · 2010 · 2011 · 2012 · 2013 · 2014 · 2015 · 2016 · 2017 · 2018 · 2019 · 2020 · 2021 · 2022 · 2023 · 2024